# Бартоломей Стробель

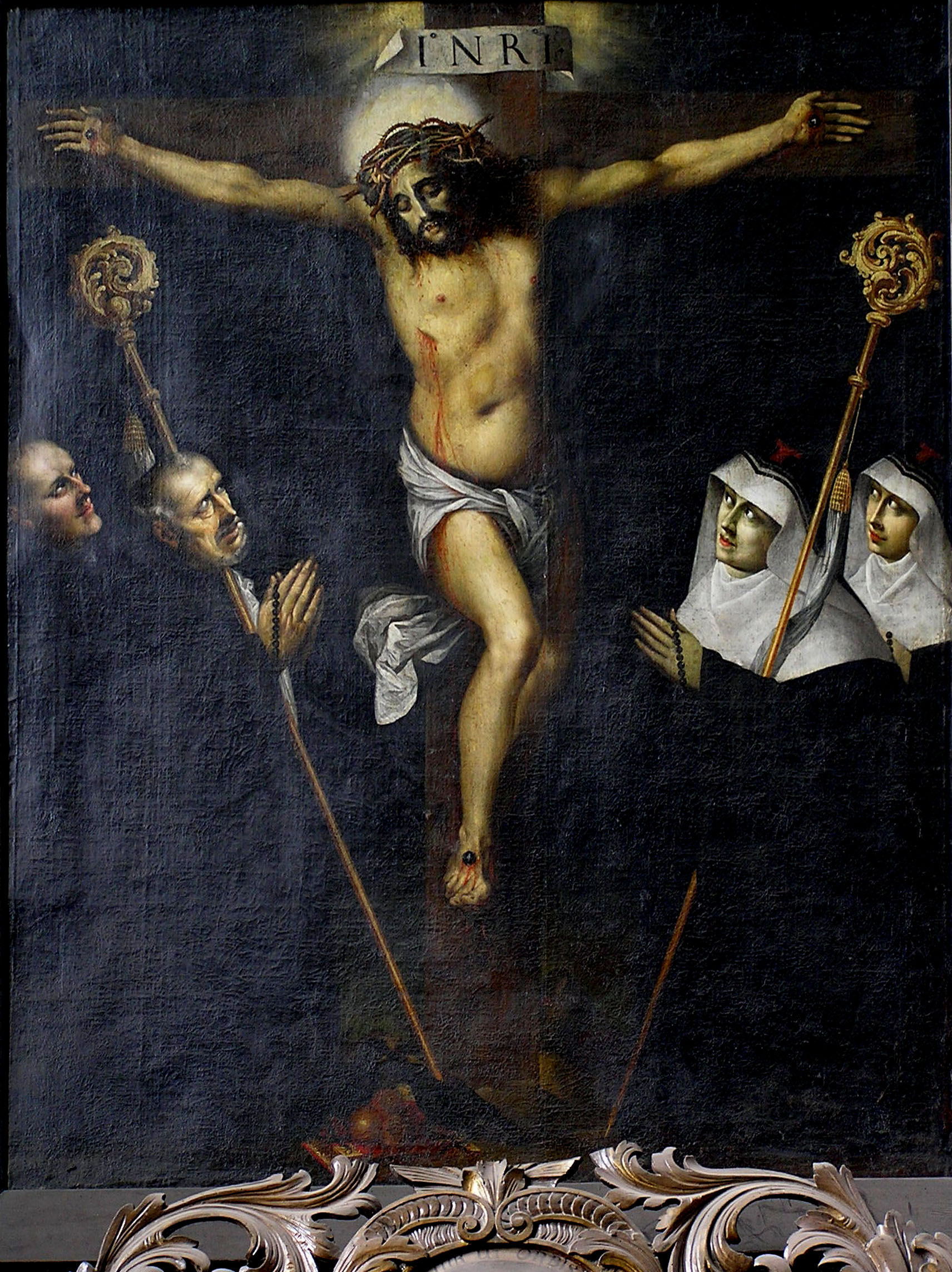
Розп'яття з костьола Св. Якуба в Торуні

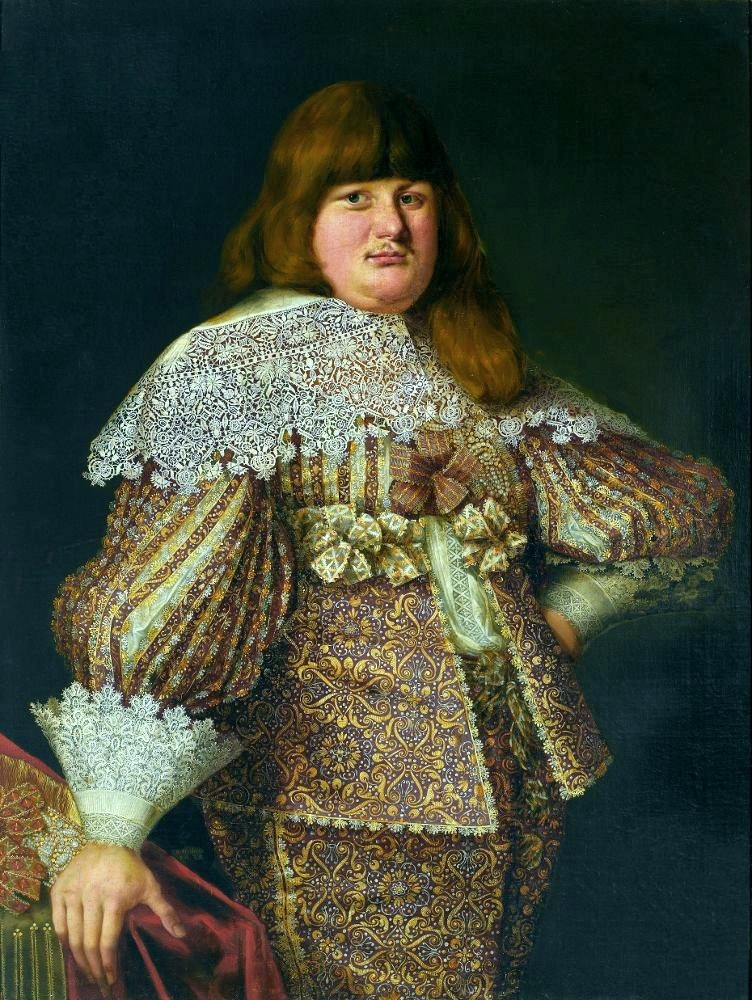
Князь Владислав Домінік Заславський-Острозький, краківський воєвода — Музей "Палац у Вілянові"

Бартоломе́й Стро́бель (пол. Bartłomiej Strobel, 1591, Вроцлав — 1650 — ?, Торунь) — польський художник.
Вчився в майстерні батька. З 1619 — придворний художник вроцлавського єпископа і портретист імператора Фердинанда II. З 1624 став виконувати замовлення польського королівського двору. З 1634 став проживати на Помор'ї. Був придворним художником польського короля.

## Твори
Писав портрети і релігійні композиції.
- Каменування Св. Степана  (бл. 1618) — Ґолухув, Музей на замку
- Привітання Діви Марії Ісусом на небі (1647) — Короново, колишній костьол оо. Цистеріанців
- Йоган вон Воґтен, староста Вроцлавського князівства (1628) — Бжеґ, Галерея шльонського мистецтва
- Портрет райця Старого міста Торуня Ніколауса Гебнера (1644) — Торунь, Краєвий музей
- Св. Андрей (1639) — Фромборк, катедра
- Портрет Мартіна Опіца (1636–1637) — Ґданськ, Бібліотека ПАН
- Воскресіння Христа (1635) — Кожьліни, парафіяльний костьол
- Князь Владислав Домінік Заславський-Острозький, краківський воєвода (1635) — Варшава, Музей "Палац у Вілянові"
- Князь Владислав Домінік Заславський-Острозький, краківський воєвода (1630) — Мінськ, Національний художній музей Республіки Білорусь
- Коронація Діви Марії (1639) — Влоцлавек, катедра